# Громов, Василий Федулович
Васи́лий Феду́лович Гро́мов (1798 (по другим сведениям, 1799) — 12 (24) июня 1869) — санкт-петербургский купец 2-й гильдии, лесопромышленник, известный своей благотворительностью и вкладом в садоводство. Действительный статский советник (1868).

## Происхождение и биография
В. Ф. Громов родился в семье старообрядца, крупного лесопромышленника и мецената Федула Григорьевича Громова.
В 1829 году В. Ф. Громов женился на Федосье Тарасовне Яковлевой. Условием брака был переход из старообрядчества в православие, что и было выполнено. Вторым браком был женат на Александре Демьяновне Муяки. Оба брака остались бездетными.
В 1848 году, после смерти отца, возглавил семейные лесопромышленные предприятия.
В 1856 году стал коммерции советником, в 1866 — статским советником.

## Деятельность
В. Ф. Громов стал крупнейшим в Санкт-Петербургской епархии благотворителем — на его деньги перестраивали Смольный собор, содержали больницы и сиротские дома. С 1848 года, после смерти отца, вступил во владение его лесными биржами. Громов финансировал постройку и ремонт церквей, Общество защиты животных и Российское императорское общество садоводов, одним из 12 учредителей которого он состоял. Громов основал, в частности, Громовский приют Александровской сыпной больницы.
Страстью В. Ф. Громова были садоводство и музыка. Художник А. П. Боголюбов, приятель В. Ф. Громова, вспоминал: 

Он любил цветы, и дом его круглый год имел роскошное украшение. Любил он и лошадей, конюшня его была первоклассная. Музыка была ему тоже сродни по душе. Он иногда пел для себя, как умел, а для гостей давал концерты, приглашая всех знаменитостей петербургского музыкального мира. Стол держал открытый постоянно, как на даче, так и в городе, угощая всегда хорошим вином и тонкой кухней. А также любил он и картины, художество и художников.
Состоял членом совета директоров Консерватории.
В 1866 году Громов приказал выстроить на своей лесной бирже три крестьянских избы, которые отправил на Парижскую всемирную выставку 1867 года.
Похоронен в Санкт-Петербурге на Новодевичьем кладбище, могила утрачена.
После смерти В. Ф. Громова часть его дела и капитала унаследовал младший брат И. Ф. Громов (1819—1882) —почётный гражданин Петрозаводска (1875).

## Лопухинский сад
В 1848 году Громов приобрёл Лопухинский сад в Санкт-Петербурге и занялся его перепланировкой и благоустройством. Именно с этим периодом (1848—1869) связан наивысший расцвет сада, являющегося ныне памятником культуры регионального значения. На даче Громова в Лопухинском саду жили неимущие студенты консерватории, а всем посетителям его сада по распоряжению хозяина подавались бесплатные ватрушки, бутерброды и предлагался букет для дамы.

## Семья
- Отец — Федул Григорьевич Громов (1763—1848) — лесопромышленник, меценат, коллекционер, купец 1-й гильдии, коммерции советник.
- Брат — Илья Федулович (1819—1882) — лесопромышленник, меценат, Почётный гражданин Петрозаводска (1875).
- Сестра — Вера Федуловна (1811—1889), в замужестве — Сомрова.

## Память
- Директор Ботанического сада Э. Л. Регель в честь заслуг Громова назвал одно из вновь открытых растений Gromovia pulchella[10].
- На доме 22 по набережной Фонтанки в 1996 году по инициативе «Независимой научно-исследовательской группы „Музей милосердия“» установлена мемориальная доска: «В этом доме жил благотворитель и меценат, русский купец Василий Федулович Громов (1798—1869)». Архитектор А. А. Коцюбинский, мрамор[11][12].
- На месте лесопильного завода за Невской заставой (Лесопильни Громова) по адресу г. Санкт-Петербург, проспект Обуховской Обороны, дом 76Р, создан технопарк, названный «Мануфактура Громова».[13]
- На Новодевичьем кладбище в июне 2024, к 155-летию со дня смерти Василия Федуловича Громова, по инициативе проекта «Дача Громова» установлен памятник на месте исторического места захоронения семьи Громовых.[14]